# Наезд
Нае́зд или Заезд (пол. zajazd) — социальное явление общеевропейского характера периода Средневековья и раннего Нового времени. 
Организованное представителями правящего захудалого сословия вооруженное нападение на шляхетское, княжеское или монастырское поселение или владение с целью грабежа, мести, а также завладения землёй, подданными, силовое решение имущественных споров (часто между родственниками), подрыва экономических позиций конкурентов. Первоначально, в старом польском законодательстве, способ выполнения решения суда силами истца. Позже — вооружённое нападение с целью отъёма собственности. Так был совершён наезд (из-за усадьбы и женщины) подстаростой Данило Чаплинским, с разрешения чигиринского старосты Станислава Конецпольского, на собственность Б. М. Хмельницкого.

## В польском и литовском законодательстве
Наезд, как путь выполнения решения суда силами истца, в старом польском законодательстве являлся обычным способом исполнительного производства. Традиция обуславливалась существовавшей слабостью власти и де-факто являлась действенным путём защиты дворянством своих прав.
В соответствии с законодательством Речи Посполитой, наезд являлся четвёртым, самым крайним способом выполнения решения суда. Он проводился при неэффективности первых трёх этапов исполнительного производства, по указанию старосты повята, как правило, силами истца.
К концу XVII века наезды стали проводиться и без участия властей повята, фактически превратившись в незаконные набеги с целью отъёма чужой собственности.
Иногда наезды и ограбления не оставались безнаказанными. Виновного можно было привлечь к ответственности в судебном порядке. Подобные, связанные с наездом дела, рассматривал за́мковый, а с 1566 года — гро́дский, суд. При наезде, в зависимости от причинённого вреда, были предусмотрены такие наказания, как, смертная казнь, выплата пострадавшему денежной компенсации, штраф. Однако в существующих источниках нет ни одного случая наказания виновного смертной казнью если он знатен или влиятелен в данном регионе. Более того, известны частые случаи не только неуплаты денежного штрафа, но и манипулирования нормами права.

## Оценка украинской историографии
Энциклопедия истории Украины отмечает, что на современных украинских землях в составе Великого княжества Литовского и Русского и Речи Посполитой наезд как неправовой способ решения экономических споров возник ввиду неэффективности правовой и судебной системы, а также слабости центральной власти, и приобрёл массовый характер. В правовых нормах Статутов Великого княжества Литовского «наезд» классифицируется как нападение конного отряда, а «наход» — пешего отряда
Кандидат исторических наук, старший научный сотрудник отдела истории Украины средних веков и раннего нового времени Института истории Украины Национальной академии наук Украины Андрей Блануца оценивает наезд как социальное явление общеевропейского характера периода Средневековья и раннего Нового времени. Соразмерно характеру нанесённого ущерба во время наезда в законодательстве были предусмотрены разные виды наказания: смертная казнь, композиция (выплата потерпевшему денежной компенсации), штраф. Наезд отличался от разбоя, за который наказанием была только смертная казнь. Однако на практике судебные решения исполнялись крайне редко. В источниках не зафиксировано ни одного случая наказания знатного или влиятельного в определённом регионе шляхтича. Нападающие и потерпевшие часто решали конфликт внесудебным путём составлением мирового соглашения. Автор пишет, что часто наезд имел характер символической демонстрации конфликта, направленного на разрядку социального напряжения внутри шляхетской корпорации. Одновременно с этим наезд противоречил таким категориям шляхетской системы ценностей как братство, любовь к Отчизне, легальность политического поведения и чествование традиций.

## Объекты наезда
В качестве своего объекта, вооружённые наезды, обычно ориентировались на захват земель и угодий. Подобные приобретения могли использоваться как для ведения сельского хозяйства, так и для создания нового села или поместья. Кроме того наезды нередко были направлены и на промыслы. Например, на производство поташа, пивоварни, бортничество. Тактика наездов включала и нападения на транспорт с продукцией промыслов на дорогах, речных сплавах, на переезде через таможенные границы. Нередко от наездов страдали церковные и монастырские хозяйства. Случалось, что из-за этого священники были вынуждены искать себе другой приход.

## Осуществление наезда
Во время вооружённого наезда самым простым способом присвоения поместья или села было похищение документов, удостоверяющих право владения. Например, привилегии, дарственной, купчей, закладных соглашений и т. п. Иногда уничтожались или менялись межевые знаки. Не имея документальных юридических доказательств, потерпевшему было очень сложно доказать своё право на владение отобранным у него. А если противник имел высокий социальный статус, влиятельного патрона, тесно контактировал с местной администрацией или отличался инициативностью и финансовыми возможностями, то шансы обиженного становились весьма призрачными.
Интересно, что и монастыри не гнушались обогащаться с помощью наездов на соседние выгодные владения. Священники и монахи не уступали дворянам и становились инициаторами нападений, а то даже и возглавляли вооруженные шайки своих подданных или наёмников.

## Описание в литературе
К наиболее известным литературным описаниям наезда относится произведение Адама Мицкевича «Пан Тадеуш» (пол. Pan Tadeusz), созданное в Париже в 1832—1834 годах. Полные название этой эпической поэмы — «Пан Тадеуш, или последний наезд в Литве. Шляхетская история 1811—1812 годов в двенадцати книгах, писанная стихами» (пол. Pan Tadeusz czyli Ostatni zajazd na Litwie. Historia szlachecka z roku 1811 i 1812 we dwunastu księgach wierszem pisana).